# Pedro Fernández Temiño
Pedro Fernández Temiño [también ... de Temiño] (Burgos, 1532-?, 29 de agosto de 1590) fue un religioso español, obispo de Ávila entre 1581 y 1590.
Proveniente de una familia de hidalgos, hijo de Francisco de Temiño y María Íñiguez de Retes, fue colegial mayor de Oviedo de la Universidad de Salamanca, donde se licenció. Canónigo de la catedral de Toledo y de la de León, miembro del Consejo del Rey y de la Inquisición, inquisidor de Calahorra y colaborador del inquisidor general Gaspar de Quiroga, cuando este perdió el favor real, Temiño también sufrió las consecuencias. Después de rechazar el obispado de Cuzco, fue nombrado obispo de Ávila el 11 de septiembre de 1581. Murió el 29 de agosto de 1590.